# كلورانترانيليبرول
كلورانترانيليبرول هو مركب كيميائي يُستخدم كمبيد حشري ينتمي إلى فئة الريانويد.

## لمحة تاريخية
طوُرت شركة دو بونت مركب الكلورانترانيليبرول الذي استخدم كمبيد للحشرات على نطاق واسع في جميع أنحاء العالم.  
ينتمي الكلورانترانيليبرول إلى فئة من المبيدات الحشرية الانتقائية التي تتميز بطريقة جديدة للعمل للسيطرة على مجموعة من الآفات التي تنتمي إلى رتبة حرشفيات الأجنحة (مثل العثة)، وبعض الحشرات الأخرى التي تنتمي إلى رتبة غمديات الأجنحة (مثل الخنافس)، وبعض أنواع الذباب، وبعض أنواع النمل الأبيض.  

## آلية العمل
يعمل مركب الكلورانترانيليبرول عن طريق فتح قنوات الكالسيوم العضلية، ولا سيما مستقبلات الريانودين، مما يتسبب بسرعة في حدوث شلل، وفي النهاية موت الأنواع الحساسة من الحشرات.
تفسر الانتقائية التفاضلية لكلورانترانيبرول تجاه مستقبلات الريانودين في الحشرات السمة البارزة في هذا المركب والتي تتمثل في سميته المنخفضة بالنسبة للثدييات.
يُعتبر مركب الكلورانترانيليبرول هو المكون الفعال في منتجات مبيدات حشرية مثل فيرتيرا (يحتوي على نسبة 0.4٪ كلورانترانيليبرول)، وكوراغين (يحتوي على نسبة 18.5٪ كلورانترانيليبرول).